# Caccobius demangei
Caccobius demangei là một loài bọ cánh cứng trong họ Bọ hung (Scarabaeidae).